# Pallacanestro Olimpia Milano 1960-1961
Questa voce raccoglie le informazioni riguardanti la Pallacanestro Olimpia Milano, sponsorizzata Simmenthal nelle competizioni ufficiali della stagione 1960-1961.

## Verdetti stagionali
- Elette FIP 1960-1961: 3ª classificata su 12 squadre (18 partite vinte su 22)[1]

## Area tecnica
- Allenatore:  Cesare Rubini